# Barque Mândjyt
Rê entame sa journée sur la barque Mândjyt et traverse les douze heures du jour avant d'entamer son périple souterrain. Dans le royaume des morts (la nuit), il doit affronter les forces du chaos à bord de la barque Mésektet.